# فهرست فرودگاه‌ها بر پایه کد ایکائو: M
فهرست فرودگاه‌ها بر پایه کد فرودگاهی ایکائو: A - B - C - D - E - F - G - H - I - J - K - L - M - N - O - P - Q - R - S - T - U - V - W - X - Y - Z
ببینید: فهرست فرودگاه‌ها بر پایه کد یاتا
نحوهٔ چینش اطلاعات:
- ایکائو؛ (یاتا)؛ نام فرودگاه؛ مکان فرودگاه

## MB -جزایر تورکس و کایکوس
همچنین رده و فهرست را ببینید.
- MBAC فهرست فرودگاه‌های جزایر تورکس و کایکوس Ambergris Cay
- MBGT (GDT) فرودگاه بین‌المللی جگز مکیرتنی (Grand Turk Int'l) Grand Turk Island
- MBMC (MDS) فرودگاه میدل کایکوس Middle Caicos
- MBNC (NCA) فرودگاه نورث کایکوس North Caicos
- MBPI (PIC) فهرست فرودگاه‌های جزایر تورکس و کایکوس Pine Cay
- MBPV (PLS) فرودگاه بین‌المللی پراویدنشیالز Providenciales
- MBSC (XSC) فرودگاه سوت کایکوز South Caicos
- MBSY (SLX) فرودگاه سلت کی Salt Cay

## MD -جمهوری دومینیکن
همچنین رده و فهرست را ببینید.
- MDAB (EPS) فرودگاه بین‌المللی آرویو باریل Samaná
- MDBH (BRX) فرودگاه بین‌المللی ماریا مونتز Barahona
- MDCR (CBJ) فرودگاه کابو روهو Pedernales
- MDCZ (COZ) فرودگاه کونستانزا کنستانزا (جمهوری دومنیکن)
- MDCY (AZS) فرودگاه بین‌المللی سامانالف ال کتی Samaná
- MDHE (HEX) فرودگاه بین‌المللی ارارا سانتو دومینگو (closed February 2006)
- MDJB (JBQ) فرودگاه بین‌المللی لا ایزبلا (Dr. Joaquín Balaguer) سانتو دومینگو
- MDLR (LRM) فرودگاه بین‌المللی لا رومانا La Romana
- MDPC (PUJ) فرودگاه بین‌المللی پونتا کانا پونتا کانا / Higüey
- MDPO (EPS) فرودگاه ال پورتیلو Samaná
- MDPP (POP) فرودگاه بین‌المللی گریگوریو لوپرون Puerto Plata
- MDSB (SNX) فرودگاه سبنا د لا مار Sabana de la Mar
- MDSD (SDQ) فرودگاه بین‌المللی لا امریکاس (Dr. José Fco. Peña Gómez) Punta Caucedo (near سانتو دومینگو)
- MDSI پایگاه هوایی سن ایسیدرو San Isidro
- MDSJ (SJM) فرودگاه سن ژوئن د لا مگوانا سن خوان ده لا ماگوانا
- MDST (STI) فرودگاه بین‌المللی سیباو (Santiago Municipal) Santiago

## MG -گواتمالا
همچنین رده و فهرست را ببینید.
- MGBN Bananera Airport Bananera، بخش ایسابال
- MGCB (CBV) فرودگاه کوبان کوبان، التا وراپاز، حوزه التا وراپاز
- MGCR (CMM) Carmelita Airport Carmelita، بخش پتن
- MGCT (CTF) فرودگاه کواتپکو Coatepeque، Quetzaltenango
- MGES Esquipulas Airport اسکیپولاها، بخش چیکویمولا
- MGGT (GUA) فرودگاه بین‌المللی لا آررا گواتمالاسیتی – Guatemala
- MGHT (HUG) Huehuetenango Airport هوو هوتنگانو، بخش هووهتنانگو
- MGLL La Libertad Airport La Libertad، بخش پتن
- MGML Malacatan Airport Malacatan، شهرستان سن مارکوس
- MGMM (MCR) Melchor de Mencos Airport Melchor de Mencos، بخش پتن
- MGPB (PBR) فرودگاه پورتو باریوس پورتو باروریوس، بخش ایسابال
- MGPP (PON) Poptun Airport Poptún، بخش پتن
- MGQC (AQB) فرودگاه کیچه سانتا کروز دل کیچه، El Quiché
- MGQZ (AAZ) فرودگاه کتسالتنانگو کویتزالتنانگو، Quetzaltenango
- MGRB (RUV) Rubelsanto Airport Rubelsanto، حوزه التا وراپاز
- MGRT (RER) فرودگاه رتالهولیو / فرودگاه رتالهولیو رتالوولو، شهرستان رتالوولو
- MGSJ فرودگاه سان خوزه پورتو سان خوزه، بخش اسکوینتلا
- MGSM فرودگاه شهرستان سن مرکس San Marcos، شهرستان سن مارکوس
- MGTK (FRS) فرودگاه بین‌المللی موندو مایا (Santa Elena) Flores، بخش پتن
- MGZA Zacapa Airport Zacapa، بخش زاکاپا

## MH -هندوراس
همچنین رده و فهرست را ببینید.
- MHAM Amapala Airport (Los Pelonas) اماپالا
- MHCA (CAA) Catacamas Airport کاتاکاماس
- MHCC Cenamer ACC/FIC Cenamer
- MHCG Comayagua Airport کومایاگوا
- MHCH Choluteca Airport چولوتکا (چولوتکا)
- MHCT Puerto Castilla Airport Puerto Castilla
- MHDU Mocorón Airport (Durzona) Mocorón
- MHIC Isla del Cisne Airport Isla del Cisne
- MHJU (JUT) Juticalpa Airport خوتیکالپا (اولانچو)
- MHLC (LCE) فرودگاه بین‌المللی گلسون لا سیبا
- MHLE (LEZ) La Esperanza Airport لااسپرانزا، هندوراس
- MHLM (SAP) فرودگاه بین‌المللی رامون ویلدا مورالس La Mesa (near سن پدرو سولا) (MHSP)
- MHMA (MRJ) Marcala Airport Marcala
- MHNJ (GJA) فرودگاه گوآناخا Guanaja
- MHNV Nuevo Ocotepeque Airport Nuevo Ocotepeque
- MHOA (OAN) Olanchito Airport اولانشیتو
- MHPE El Progreso Airport ال پروگرسو
- MHPL (PEU) فرودگاه پوئرتو لمپیرا پوئرتو لمپیرا
- MHPU Puerto Cortes Airport پورتو کورتس
- MHRO (RTB) فرودگاه بین‌المللی خوآن مانوئل گالوس (Roatán Intl) Roatán
- MHRU (RUY) Ruinas de Copan Airport Ruinas de Copan
- MHSB Santa Bárbara Airport سانتا باربارا (هندوراس) (MHSZ)
- MHSC (XPL) پایگاه هوایی سوتو کانو (Coronel Enrique Soto Cano Air Base) کومایاگوا (MHPA/ENQ)
- MHSR (SDH) Santa Rosa de Copán Airport سانتا روزا د کوپن
- MHTG (TGU) فرودگاه بین‌المللی تونکنتین تگوسیگالپا
- MHTJ (TJI) فرودگاه تروهیو Trujillo
- MHTE (TEA) فرودگاه تلا تیلا (آتلانتیدا) (MHTE)
- MHUT (UII) Útila Airport آتشفشان اتیلا
- MHYR (ORO) Yoro Airport یورو (هندوراس)

## MK -جامائیکا
همچنین رده و فهرست را ببینید.
- MKBS (OCJ) فرودگاه بین‌المللی ین فلمینگ Ocho Rios
- MKJP (KIN) فرودگاه بین‌المللی نورمن مانلی کینگستون
- MKJS (MBJ) فرودگاه بین‌المللی سنگستر مونتگوبی
- MKKJ (POT) فرودگاه کن جونز Port Antonio
- MKNG (NEG) پایگاه هوایی نگریل نگریل
- MKTP (KTP) فرودگاه تینسون پن کینگستون

## MM -مکزیک
همچنین رده و فهرست را ببینید.
- MMAA (ACA) فرودگاه بین‌المللی ژنرال خوان آلوارز آکاپولکو٬ گوئررو، گوئررو
- MMAN (ADN) فرودگاه بین‌المللی دل نورت مونترری٬ نوئوو لئون، نوئوو لئون
- MMAS (AGU) فرودگاه بین‌المللی ال آی سی. خزوس تران پردو آگوئاسکالینتس
- MMBT (HUX) فرودگاه بین‌المللی باهیاس د هواتولکو Huatulco، اوآخاکا
- MMCB (CVJ) فرودگاه ژنرال ماریانو ماتامورس کورناواک، ایالت مورلوس
- MMCC (ACN) فرودگاه بین‌المللی سیوداد اکونیا اکونا، کواویلا، کواویلا
- MMCE (CME) فرودگاه بین‌المللی سیوداد دل کارمن سیوداد دل کارمن، کامپچه
- MMCL (CUL) فرودگاه بین‌المللی بچیگوایلاتو کولیاچان، سینالوآ
- MMCM (CTM) فرودگاه بین‌المللی چتومال، کینتانا رو چتومال٬ کینتانا رو، کینتانا رو
- MMCN (CEN) فرودگاه بین‌المللی سیوداد اوبرگون سیوداد اوبرگن، ایالت سونورا
- MMCP (CPE) فرودگاه بین‌المللی اینگ. آلبرتو اکوینا اونگای کامپچه٬ کامپچه، کامپچه
- MMCS (CJS) فرودگاه بین‌المللی آبراهام گونزالس سیوداد خوارس٬ چیئوائوا، ایالت چیواوا
- MMCT (CZA) Kaua International Airport چیچن ایتزا، یوکاتان
- MMCU (CUU) فرودگاه بین‌المللی ژنرال روبرتو فیرو ویلالوبوس چیئوائوا٬ چیئوائوا، ایالت چیواوا
- MMCV (CVM) فرودگاه بین‌المللی ژنرال پدرو مندز سیوداد ویکتوریا، تامائولیپاس
- MMCY (CYW) فرودگاه کپتن روگلیو کاستیلیو نشنل سلایا، گوآناخوآتو
- MMCZ (CZM) فرودگاه بین‌المللی کوزومل کوزومل، کینتانا رو
- MMDO (DGO) فرودگاه بین‌المللی ژنرال گوادالوپ ویکتوریا دورانگو، دورانگو
- MMEP (TPQ) فرودگاه بین‌المللی آمادوو نروو تپیک، نایاریت
- MMES (ESE) فرودگاه انسنادا انسنادا، باخا کالیفرنیا
- MMGL (GDL) فرودگاه بین‌المللی دن میگوئل هیدالگو وای کوستیا گوادالاخارا، خالیسکو
- MMGM (GYM) فرودگاه بین‌المللی ژنرال خوزه ماریا یانز گوایماس، ایالت سونورا
- MMGR (GUB) فرودگاه گوئررو نگرو گوریرو نگرو، باحا کالیفرنیا سور
- MMHO (HMO) فرودگاه بین‌المللی ژنرال ایگناسیو پسکویرا گارسیا ارموسییو٬ سونورا، ایالت سونورا
- MMIA (CLQ) فرودگاه ال آی سی. میگوئل دلا مادرید کولیما، کولیما
- MMIO (SLW) فرودگاه بین‌المللی پلن دو گوادلوپ سالتییو٬ کواویلا، کواویلا
- MMJA (JAL) فرودگاه ال لنسرو زالاپا، وراکروس
- MMLC (LZC) فرودگاه لازارو کاردناس لازارو کاردناس، میچوآکان
- MMLM (LMM) فرودگاه بین‌المللی فورت ولی لوس موچیس، سینالوآ
- MMLO (BJX) فرودگاه بین‌المللی دل بایو Silao, Guanajuato
- MMLP (LAP) فرودگاه بین‌المللی منیول مارکوز دلیون لا پاس٬ باخا کالیفرنیا سور
- MMLT (LTO) فرودگاه بین‌المللی لورتو لورتو (باخا کالیفرنیا سور)
- MMMA (MAM) فرودگاه بین‌المللی ژنرال سرواندو کاناس ماتاموروس، تامائولیپاس
- MMMD (MID) فرودگاه بین‌المللی منیول کرسسنسیو ریجون مریدا، یوکاتان
- MMML (MXL) فرودگاه بین‌المللی ژنرال رودلفو سانچز تابوادا مخیکالی٬ باخا کالیفرنیا، باخا کالیفرنیا
- MMMM (MLM) فرودگاه بین‌المللی ژنرال فرنسیسکو موییکا مورلیا، میچوآکان، میچوآکان
- MMMT (MTT) فرودگاه ملی میناتیتلان/کواتزاکوالکوس میناتیتلان، وراکروز
- MMMV (LOV) فرودگاه بین‌المللی ونوستیانو کارآنسا مونکلووا، کواویلا
- MMMX (MEX) فرودگاه بین‌المللی مکزیکو سیتی مکزیکو سیتی، مکزیکو سیتی
- MMMY (MTY) فرودگاه بین‌المللی ژنرال ماریانو اسکبیدو مونترری٬ نوئوو لئون، نوئوو لئون
- MMMZ (MZT) فرودگاه بین‌المللی ژنرال رافائل بولنا مزاتلان، سینالوآ، سینالوآ
- MMNL (NLD) فرودگاه بین‌المللی کتسالکوآتل نوئوو لاردو، تامائولیپاس
- MMOX (OAX) فرودگاه بین‌المللی سوسوکوتلن اوآخاکا د خوارز
- MMPA (PAZ) فرودگاه ملی ال تاجین پوزا ریکا، وراکروز، وراکروس
- MMPB (PBC) بین‌المللی فرودگاه هرمانوس سردن پوئبلا٬ پوئبلا
- MMPE (PPE) فرودگاه بین‌المللی مار دکورتس Puerto Peñasco Sonora
- MMPG (PDS) فرودگاه بین‌المللی پیدراس نگراس پیدراس نگراس، کواویلا، کواویلا
- MMPN (UPN) فرودگاه بین‌المللی اوروآپان اورواپان، میچوآکان
- MMPR (PVR) فرودگاه بین‌المللی ال آی سی. گوستاو دیاز اورداز پورتو بایارتا، خالیسکو، خالیسکو
- MMPS (PXM) فرودگاه بین‌المللی پورتو اسکاندیدو Puerto Escondido، اوآخاکا
- MMQT (QRO) Ing. Fernando Espinoza Gutiérrez International Airport کرتارو، کرتارو، کرتارو
- MMRX (REX) فرودگاه بین‌المللی ژنرال لوسیو بلانکو رینوسا تامائولیپاس، تامائولیپاس
- MMSC (SZT) فرودگاه ملی سن کریستاوبال د لاس کسس (Aeropuerto Nacional de San Cristóbal de las Casas) چیاپاس
- MMSD (SJD) فرودگاه بین‌المللی لوس کابوس سان خوزه دل کابو، باحا کالیفرنیا سور
- MMSF (SFH) فرودگاه بین‌المللی سن فلیپ San Felipe، باخا کالیفرنیا
- MMSL (CSL) فرودگاه بین‌المللی کابو سن لوکاس کابو سن لوکاس، باحا کالیفرنیا سور
- MMSP (SLP) فرودگاه بین‌المللی پونچیانو آریاگا سان لوئیس پوتوسی، سان لوئیس پوتوسی
- MMTC (TRC) فرودگاه بین‌المللی فرنسیسکو سارابیا a.k.a. فرودگاه بین‌المللی فرنسیسکو سارابیا تورئون٬ کواویلا، کواویلا
- MMTG (TGZ) فرودگاه ملی فرنسیسکو سارابیا a.k.a. فرودگاه ملی فرنسیسکو سارابیا توکسلا گوتیرس٬ چیاپاس، چیاپاس
- MMTJ (TIJ) فرودگاه بین‌المللی تیخوانا، باخا کالیفرنیا تیخوانا، باخا کالیفرنیا
- MMTM (TAM) فرودگاه بین‌المللی ژنرال فرنسیسکو خاویر مینا تامپیکو، تامائولیپاس
- MMTN (TSL) فرودگاه ملی تاموئین Tamuín، سن لوئیس پوتوسی
- MMTO (TLC) فرودگاه بین‌المللی ال آی سی. آدولفو لوپز ماتئوس تولوکا، ایالت مکزیک
- MMTP (TAP) فرودگاه بین‌المللی تاپاچولا تاپاچولا، چیاپاس
- MMUN (CUN) فرودگاه بین‌المللی کانکون، کینتانا رو کانکون٬ کینتانا رو، کینتانا رو
- MMVA (VSA) فرودگاه بین‌المللی کارلووس روویروسا پرز ویلاهرمسا، تاباسکو، ایالت تاباسکو
- MMVR (VER) فرودگاه بین‌المللی ژنرال هریبرتو یارا وراکروز، وراکروز
- MMZC (ZCL) فرودگاه بین‌المللی ژنرال لئوباردو رویز a.k.a. فرودگاه بین‌المللی ژنرال لئوباردو رویز زاکاتکاس ٬زاکاتکاس
- MMZH (ZIH) فرودگاه بین‌المللی ایکستاپا-زیهواتانیو Ixtapaخوزه ازوتا، گوئررو، گوئررو
- MMZO (ZLO) فرودگاه بین‌المللی پلایا دو اورو مانزانیلو

## MN -نیکاراگوئه
همچنین رده و فهرست را ببینید.
- MNAL Alamikamba Airport Alamikamba، ناحیه خودمختار ساحل کارائیب شمالی (Zelaya)
- MNAM Altmira Airport Altmira، بوآکو
- MNBC Boaco Airport بوآکو، بوآکو
- MNBL (BEF) فرودگاه بلوفیلدز Bluefields، ناحیه خودمختار ساحل کارائیب جنوبی (Zelaya)
- MNBR Los Brasiles Airport Los Brasiles، بخش ماناگوا
- MNBZ (BZA) فرودگاه بونانزا (San Pedro) Bonanza، ناحیه خودمختار ساحل کارائیب شمالی (Zelaya)
- MNCH Chinandega Airport چیناندگا، دپارتمان چیناندگا
- MNCI (RNI) فرودگاه کرن آیلند  Corn Island ، ناحیه خودمختار ساحل کارائیب جنوبی (Zelaya)
- MNCT Corinto Airport Corinto، دپارتمان چیناندگا
- MNDM Dos Montes Airport Dos Montes، بخش لئون
- MNEP La Esperanza Airport La Esperanza، ناحیه خودمختار ساحل کارائیب جنوبی (Zelaya)
- MNES Estelí Airport Estelí، ناحیه استلی
- MNFC Punta Huete Airport (Panchito) Punta Huete، بخش ماناگوا
- MNFF El Bluff Airport El Bluff، ناحیه خودمختار ساحل کارائیب جنوبی (Zelaya)
- MNFM Fertimar Airport Fertimar، Chontales
- MNHG Hato Grande Airport Hato Grande، Chontales
- MNJG Jinotega Airport Jinotega، بخش جینوتگا
- MNJU Juigalpa Airport Juigalpa، Chontales
- MNKW Karawala Airport Karawala، ناحیه خودمختار ساحل کارائیب جنوبی (Zelaya)
- MNLL Las Lajas Airport Las Lajas، بخش گرانادا
- MNLN León Airport (Fanor Urroz) León، بخش لئون
- MNLP La Paloma Airport La Paloma، بخش ریواس
- MNMA Macantaca Airport Macantaca (Makantaca), ناحیه خودمختار ساحل کارائیب شمالی (Zelaya)
- MNMG (MGA) فرودگاه بین‌المللی اوگوستو سزار ساندینو (Augusto Cesar Sandino Intl) ماناگوآ، بخش ماناگوا
- MNMR Montelimar Airport Montelimar، بخش ماناگوا
- MNNG (NVG) Nueva Guinea Airport  Nueva Guinea ، ناحیه خودمختار ساحل کارائیب جنوبی (Zelaya)
- MNPC (PUZ) فرودگاه پورتو کابزاس  Puerto Cabezas ، ناحیه خودمختار ساحل کارائیب شمالی (Zelaya)
- MNPP El Papalonal Airport El Papalonal، بخش لئون
- MNPR Palo Ralo Airport Palo Ralo، بخش ریو سان خوان
- MNRS Rivas Airport ریواس، نیکاراگوئه، بخش ریواس
- MNRT فرودگاه رزیتا Rosita، ناحیه خودمختار ساحل کارائیب شمالی (Zelaya)
- MNSC San Carlos Airport San Carlos، بخش ریو سان خوان
- MNSI (SIU) فرودگاه سیونا Siuna، ناحیه خودمختار ساحل کارائیب شمالی (Zelaya)
- MNWP (WSP) فرودگاه وسپم Waspam، ناحیه خودمختار ساحل کارائیب شمالی (Zelaya)

## MP -پاناما
همچنین رده و فهرست را ببینید.
- MPBO (BOC) فرودگاه بین‌المللی بوکاس دل ترو ایسلا کولون بوکاس تاون
- MPCE (CTD) Alonso Valderrama Airport چیتره, Herrera
- MPCH (CHX) فرودگاه بین‌المللی چانگوینولا "کپیتان منیول نینو" Changuinola
- MPDA (DAV) فرودگاه بین‌المللی انریکه ملک  David
- MPEJ (ONX) فرودگاه انریکه آدولفو خیمنز کلون (پاناما)
- MPFS Fort Sherman Fuerte Sherman
- MPHO (BLB) Howard Air Force Base (renamed) Balboa See MPPA.
- MPPA (BLB) Panama Pacifico, former Howard Air Force Base Balboa
- MPJE (JQE) Jaque Airport Jaque
- MPLP (PLP) Captain Ramon Xatruch Airport La Palma
- MPMG (PAC) فرودگاه بین‌المللی آلبروک مارکوس برندزینو گلابرت پاناماسیتی
- MPNU Augusto Vergara Airport استان لوس سانتوس
- MPOA (PUE) Puerto Obaldia Airport Puerto Obaldia
- MPRH Captain Scarlet Martinez Airport Rio Hato
- MPSA (SYP) فرودگاه روبن کانتو سانتیاگو د وراگواس
- MPTO (PTY) فرودگاه بین‌المللی توکامن پاناماسیتی
- MPVR (PVE) El Porvenir Airport El Porvenir
- MPWN (NBL) San Blas Airport Wannukandi

## MR -کاستاریکا
همچنین رده و فهرست را ببینید.
- MRAN (FON) La Fortuna Airport La Fortuna
- MRAO (TTQ) فرودگاه ترتوگرو Tortuguero
- MRBA (BAI) فرودگاه بوئنوس آیرس، کاستاریکا Buenos Aires
- MRBC (BCL) فرودگاه بارا دل کالردو Barra del Colorado
- MRCA (CSC) Codela Airport Cañas
- MRCC (OTR) فرودگاه کوتو ۴۷ Coto 47
- MRCH Chacarita Airport Chacarita
- MRCR (RIK) فرودگاه کریلو Carrillo
- MRCV Cabo Velas Airport Cabo Velas
- MRDK (DRK) فرودگاه دریک بی Drake Bay
- MRDO Dieciocho Airport (military) گنگ خیابان هیجدهم
- MREC El Carmen de Siquirres Airport El Carmen de Siquirres
- MRFI Nuevo Palmar Sur Airport Nuevo Palmar Sur
- MRFL (FMG) Flamingo Airport (Costa Rica) Flamingo
- MRFS فرودگاه فینکا ۶۳ Finca 63
- MRGF (GLF) فرودگاه گلفیتو Golfito
- MRGP (GPL) فرودگاه گوآپیلس Guápiles
- MRIA (PBP) فرودگاه پونتا ایسلیتا Punta Islita
- MRLB (LIR) فرودگاه بین‌المللی دنیل اودوبر کیروش Liberia
- MRLC (LSL) Los Chiles Airport Los Chiles
- MRLE فرودگاه لرل (کاستاریکا) Laurel
- MRLF La Flor Airport La Flor
- MRLM (LIO) فرودگاه بین‌المللی لیمون لیمون (کاستاریکا)
- MRLP (LSP) Las Piedras Airport Las Piedras
- MRLT Las Trancas Airport Las Trancas
- MRNC (NCT) Nicoya Guanacaste Airport Nicoya Guanacaste
- MRNS (NOB) فرودگاه نوسرا Nosara
- MROC (SJO) فرودگاه بین‌المللی خوآن سانتاماریا سان خوزه (کاستاریکا)
- MRPA Palo Arco Airport Palo Arco
- MRPD Pandora Airport Pandora
- MRPJ (PJM) فرودگاه پورتو هیمنز Puerto Jimenez
- MRPM (PMZ) فرودگاه پالمار سور Palmar Sur
- MRPV (SYQ) فرودگاه بین‌المللی توبیاس بولانیاش سان خوزه (کاستاریکا)
- MRQP (XQP) فرودگاه کوئپوس ماناگوا Quepos
- MRRF (RFR) Rio Frio O Progreso Airport Rio Frio O Progreso
- MRSA San Alberto Airport San Alberto
- MRSG Santa Clara de Guapiles Airport Santa Clara de Guapiles
- MRSL Salama Airport Salama
- MRSO Santa Maria de Guacimo Airport Santa Maria de Guacimo
- MRSV (TOO) San Vito de Java Airport San Vito de Java
- MRTM (TNO) فرودگاه تاماریندو Tamarindo
- MRTR (TMU) فرودگاه تامبور Tambor
- MRUP (UPL) Upala Airport Upala

## MS -السالوادور
همچنین رده و فهرست را ببینید.
- MSBS Barrillas Airport Barrillas
- MSCB La Cabana Airport La Cabana
- MSCD Ceiba Doblada Airport Ceiba Doblada
- MSCH La Chepona Airport La Chepona
- MSCM Corral De Mulas Airport Corral De Mulas
- MSCN Cumichin Airport Cumichin
- MSCR La Carrera Airport لا کاررا
- MSCS Las Cachas Airport Las Cachas
- MSEJ El Jocotillo Airport El Jocotillo
- MSER Entre Rios Airport Entre Rios
- MSES Espiritu Santo Airport Espiritu Santo
- MSET فرودگاه ال تاماریندو El Tamarindo
- MSLD Los Comandos Airport Los Comandos (San Francisco Gotera)
- MSLP (SAL) فرودگاه بین‌المللی السالوادور سان سالوادور
- MSPP El Papalon Airport El Papalon
- MSPT El Platanar Airport El Platanar
- MSRC El Ronco Airport El Ronco
- MSSA El Palmer Airport Santa Ana
- MSSC فرودگاه آبل سانتاماریا Santa Clara
- MSSJ Punta San Juan Airport Punta San Juan
- MSSM San Miguel Airport (El Papalon) سان میگوئل، السالوادور
- MSSS فرودگاه بین‌المللی ایلوپانگو سان سالوادور
- MSZT El Zapote Airport El Zapote

## MT -هائیتی
همچنین رده و فهرست را ببینید.
- MTCA (CYA) فرودگاه انتوین-سیمون له کای
- MTCH (CAP) فرودگاه بین‌المللی کاپ-هائیتین کاپ-هائیتین
- MTJA (JAK) فرودگاه ژکمل ژاکمل
- MTJE (JEE) فرودگاه ژرمی ژرمی
- MTPP (PAP) فرودگاه بین‌المللی توسن لوورتور (Toussaint Louverture Int'l) پورتو پرنس
- MTPX (PAX) فرودگاه پورت دو په پورت-دو-په

## MU -کوبا
همچنین رده و فهرست را ببینید.
- MUBA (BCA) فرودگاه گوستاو ریزو باراکوآ، Guantánamo
- MUBR فرودگاه لا برویاس Cayo Santa Maria، Villa Clara
- MUBY (BYM) فرودگاه کارلووس منیول دا کسپدس بایامو، Granma
- MUCA (AVI) فرودگاه ماکسیمو گومز سیه‌گو ده آویلا، Ciego de Ávila
- MUCB Caibarién Airport کیباریان، Villa Clara
- MUCC (CCC) فرودگاه خاردینز دل ری Cayo Coco، Ciego de Ávila
- MUCF (CFG) فرودگاه خائیمه گنزالز سینفوگوس، Cienfuegos
- MUCL (CYO) فرودگاه ویلو آکونیا (Juan Vitalio Acuña Airport) Cayo Largo del Sur، ایسلا د لا خوبنتود
- MUCM (CMW) فرودگاه بین‌المللی ایگناسیو اگرامنته کاماگوی، Camagüey
- MUCU (SCU) فرودگاه آنتونیو ماکئو سانتیاگو د کوبا، Santiago de Cuba
- MUFL فرودگاه فلوریدا (کوبا) فلوریدا (کوبا)، Camagüey
- MUGM (NBW) فرودگاه صحرایی لیوارد پوینت (پایگاه نیروی دریایی خلیج گوانتانامو) خلیج گوانتانامو، Guantánamo
- MUGT (GAO) فرودگاه ماریانا گراجا لس گوانتانامو، Guantánamo
- MUGV Guardalavaca Airport Guardalavaca، Holguín
- MUHA (HAV) فرودگاه بین‌المللی خوزه مارتی هاوانا، استان لا هابانا
- MUHG (HOG) فرودگاه فرنک پئیز اولگین، Holguín
- MUKW فرودگاه کاواما Kawama، Matanzas
- MULB فرودگاه سیوداد لیبرتاد هاوانا، استان لا هابانا
- MULM (LCL) فرودگاه لا کولوما La Coloma، Pinar del Río
- MUMG Managua Airport Managua
- MUML Mariel Airport Mariel، استان لا هابانا
- MUMO (MOA) فرودگاه اورستس آکوستا موا (کوبا)، Holguín
- MUMZ (MZO) فرودگاه سیرا میسترا مانزانیلو (کوبا)، Granma
- MUNB (QSN) فرودگاه سن نیکولاس د باری سنت نیکلاس د باری، استان لا هابانا
- MUNC (ICR) فرودگاه نیکارو Nicaro
- MUNG (GER) فرودگاه رافائل کابررا (Rafael Cabrera Mustelier Airport) نوئوا خرونا، ایسلا د لا خوبنتود
- MUOC فرودگاه کایو کوکو Cayo Coco، Ciego de Ávila
- MUPB (UPB) فرودگاه پلایا باراکوئا هاوانا، استان لا هابانا
- MUPR (QPD) فرودگاه پینار دل ریو پینار دل ریو، Pinar del Río
- MUSA فرودگاه سن آنتونیو د لوس بانیوس سان آنتونیو د لاس بانیوس، استان لا هابانا
- MUSC (SNU) فرودگاه آبل سانتاماریا Santa Clara، Villa Clara
- MUSJ (SNJ) پایگاه هوایی سن جولیا پینار دل ریو، Pinar del Río
- MUSL فرودگاه خواکین د آگوئرو (Santa Lucia Airport)  Santa Lucia ، Camagüey
- MUSN (SZJ) فرودگاه سیگوانی Siguanea، ایسلا د لا خوبنتود
- MUSS (USS) فرودگاه سنکتی ساسائیریتوس سانکتی اسپیریتوس، Sancti Spíritus
- MUTD (TND) فرودگاه آلبرتو دلگادو Trinidad، Sancti Spíritus
- MUVR (VRA) فرودگاه خوآن گئوآلبرتو گومس وارادرو، Matanzas
- MUVT (VTU) فرودگاه هرمانوس امیخیراس لاس توناس، Las Tunas

## MW -جزایر کیمن
همچنین رده و فهرست را ببینید.
- MWCB (CYB) فرودگاه بین‌المللی جرارد اسمیت Cayman Brac
- MWCG فرودگاه بین‌المللی اوون رابرتس گرند کیمن
- MWCL (LYB) فرودگاه صحرایی ادوارد بودن (Little Cayman Airport) Little Cayman
- MWCR (GCM) فرودگاه بین‌المللی اوون رابرتس جرج‌تاون، جزایر کیمن

## MY -باهاما
همچنین رده و فهرست را ببینید.
- MYAB (MAY) فرودگاه کلرنس برندزینو باین Andros
- MYAF (ASD) فرودگاه بین‌المللی اندرس تاون اندرو تاون، Andros
- MYAG Gorda Cay Airport (private)  Gorda Cay ، Abaco
- MYAK (COX) فرودگاه کانگوو تاون Congo Town، Andros
- MYAM (MHH) فرودگاه مارش هاربر مارش هاربور، Abaco
- MYAN (SAQ) فرودگاه سن اندرس Andros
- MYAO Mores Island Airport Mores Island، Abaco
- MYAP (AXP) فرودگاه اسپرینگ پوینت Spring Point، آکلینز
- MYAS فرودگاه سندی پوینت جزایر آباکو، Abaco
- MYAT (TCB) فرودگاه ترژر کی Treasure Cay، Abaco
- MYAW (WKR) Walker Cay Airport Walker Cay، Abaco
- MYAX فرودگاه اسپنیش کی Spanish Cay، Abaco
- MYBC (CCZ) فرودگاه بین‌المللی چاب کی Chub Cay، جزایر بری
- MYBG (GHC) فرودگاه گریت هاربر کی گریت هاربور، جزایر بری
- MYBO Ocean Cay Airport Ocean Cay، بیمینی، باهاما
- MYBS (BIM) فرودگاه سوت بیمینی بیمینی، باهاما، بیمینی، باهاما
- MYBW Big Whale Cay Airport Big Whale Cay، جزایر بری
- MYBX Lt. Whale Cay Airport Lt. Whale Cay، جزایر بری
- MYCA (ATC) فرودگاه آرتورز تاون آرتورز تاون، Cat Island
- MYCB (TBI) فرودگاه نیو بایت New Bight، Cat Island
- MYCC Cat Cay Airport Cat Cay، بیمینی، باهاما
- MYCH Hawks Nest Airport Hawks Nest، Cat Island
- MYCI (CRI) فرودگاه کولنل هیل Colonial Hill، Crooked Island
- MYCP Pitts Town Airport Pitts Town، Crooked Island
- MYCS Cay Sal Airport (private) Cay Sal
- MYCX (CAT) Cutlass Bay Airport Cutlass Bay، Cat Island
- MYEB Black Point Airport Black Point، جورج تاون، باهاما
- MYEC (CEL) Cape Eleuthera Airport (closed) Cape Eleuthera، الوترا
- MYEF (GGT) فرودگاه بین‌المللی اکسوما جورج تاون، باهاما، جورج تاون، باهاما
- MYEG فرودگاه جورج تاون (باهاماس) جورج تاون، باهاما، جورج تاون، باهاما
- MYEH (ELH) فرودگاه نورث الوثرا الوترا شمالی، الوترا
- MYEL Lee Stocking Airport Lee Stocking، جورج تاون، باهاما
- MYEM (GHB) فرودگاه گورنرس هاربر Governor's Harbour، الوترا
- MYEN (NMC) فرودگاه نورمنز کی Norman's Cay، جورج تاون، باهاما
- MYER (RSD) فرودگاه بین‌المللی راک ساند Rock Sound، الوترا
- MYES (TYM) فرودگاه استانیل کی Staniel Cay، جورج تاون، باهاما
- MYEY Hog Cay Airport Hog Cay، جورج تاون، باهاما
- MYGF (FPO) فرودگاه بین‌المللی گرند باهاما (Freeport Int'l) فری پورت، گرند باهاما
- MYGW (WTD) فرودگاه وست اند گرند باهاما
- MYIG (IGA) فرودگاه ایناگوا (Matthew Town Airport) متیو تاون، ایناگوا
- MYLD (LGI) فرودگاه دادمانس کی Deadman's Cay، Long Island
- MYLM Cape Santa Maria Airport Cape Santa Maria، Long Island
- MYLR Hard Bargain Airport Long Island
- MYLS (SML) فرودگاه استلا ماریس Long Island
- MYMM (MYG) فرودگاه مایاگوانا مایاگوانا
- MYNN (NAS) فرودگاه بین‌المللی لیندن پیندلینگ (Nassau Intl) ناسائو، نیو پراویدنس
- MYPI (PID) New Providence Airport جزیره پارادایس، نیو پراویدنس
- MYRD (DCT) فرودگاه دانکن تاون Duncan Town، Ragged Island
- MYRP فرودگاه پورت نلسون Port Nelson، رام کی
- MYSM (ZSA) فرودگاه سان سالوادور (Cockburn Town Airport) کوک برن تاون، باهاما، جزیره سان سالوادور

## MZ -بلیز
همچنین رده و فهرست را ببینید.
- MZBZ (BZE) فرودگاه بین‌المللی فیلیپس اس. دبلیو. گلدسان بلیز سیتی